# Symphonie no 46 de Mozart
Pour les articles homonymes, voir Symphonie no 46 et K96.
La Symphonie en do majeur «no 46», K. 96/111b, a probablement été écrite par Wolfgang Amadeus Mozart à Milan en 1771.

## Histoire
Dans sa révision du catalogue Köchel, Alfred Einstein émet l'opinion que cette symphonie a été composée en octobre-novembre 1771 à Milan et que le menuet a été ajouté plus tard. L'authenticité de la symphonie est incertaine car l'autographe est perdu.
La Alte Mozart-Ausgabe (publiée en 1879–1882) attribue les nombres 1–41 aux 41 symphonies portant des numéros. Les symphonies non numérotées (certaines, dont K. 96, publiées dans les suppléments du Alte-Mozart Ausgabe jusqu'en 1910) ont été parfois numérotées avec les nombres de 42 à 56, bien qu'elles aient été écrites avant la Symphonie no 41 de Mozart (écrite en 1788). La symphonie K. 96/111b a ainsi reçu le numéro 46.

## Instrumentation
| Instrumentation de la symphonie no 46                                |
| Cordes                                                               |
| premiers violons, seconds violons, altos, violoncelles, contrebasses |
| Bois                                                                 |
| 2 hautbois                                                           |
| Cuivres                                                              |
| 2 cors en ut, 2 trompettes en ut                                     |
| Percussions                                                          |
| timbales (en do et sol)                                              |

Dans les orchestres d'aujourd'hui, on ajoute habituellement des bassons et un clavecin pour renforcer les basses et le continuo.

## Structure
La symphonie comprend quatre mouvements :
1. Allegro, à , en ut majeur, 69 mesures
2. Andante, à 
, en ut mineur, 43 mesures, 2 sections répétées deux fois (mesures 1 à 19, mesures 20 à 43), les trompettes et les timbales ne jouent pas
3. Menuetto et Trio, à 
, en ut majeur (Trio en fa majeur), 28 + 24 mesures
4. Molto allegro, à 
, en ut majeur, 120 mesures

Durée : environ 15 minutes

Introduction de l'Allegro :
La lecture audio n'est pas prise en charge dans votre navigateur. Vous pouvez télécharger le fichier audio.
Introduction de l'Andante :
La lecture audio n'est pas prise en charge dans votre navigateur. Vous pouvez télécharger le fichier audio.
Première reprise du Menuetto :
La lecture audio n'est pas prise en charge dans votre navigateur. Vous pouvez télécharger le fichier audio.
Première reprise du Trio :
La lecture audio n'est pas prise en charge dans votre navigateur. Vous pouvez télécharger le fichier audio.
Introduction du Molto allegro :
La lecture audio n'est pas prise en charge dans votre navigateur. Vous pouvez télécharger le fichier audio.